# Jules Asner
Jules Asner (14 de febrero de 1968) es una modelo, presentadora de televisión y escritora estadounidense.
Inició su carrera en el modelaje en la agencia Elite model. Compartió pasarelas con la reconocida modelo Cindy Crawford durante sus primeros años en la profesión. Sus experiencias como conductora de televisión incluyen Good Morning England, The Entertainment Show, Extra, E! News Live y Wild On!
La compañía Weinstein Company/Miramax Books compró los derechos de publicación de su primera novela, titulada Whacked. El libro fue publicado el 3 de junio de 2008. Whacked hizo parte de las listas de best-sellers de la tienda Amazon y fue un éxito en ventas.